# Élisabeth Feytit
 (avril 2024).
Si vous disposez d'ouvrages ou d'articles de référence ou si vous connaissez des sites web de qualité traitant du thème abordé ici, merci de compléter l'article en donnant les références utiles à sa vérifiabilité et en les liant à la section « Notes et références ».
Élisabeth Feytit, née le 25 juin 1973 à Paris, est une documentariste française. Elle a dirigé les compagnies de productions « La marée monte » et « L'esprit & la matière », en collaborant avec plusieurs chaînes de télévision : France 2, Ciné+, Histoire, Odyssée, KTO et Cityzen TV, avec comme axe principal l'art et l'Histoire. Elle a par la suite centré son activité sur l'auto-production de podcasts à propos de la métacognition, principalement en lien avec l'analyse du new age.

## Expérience dans le milieu new-age et apostasie
Élisabeth Feytit a passé quinze ans dans la spiritualité new age. Elle fut initiée par une ex-petite amie, finissant par se définir comme enfant indigo ou à croire aux reptiliens et aux illuminatis : « Je m’entraînais à sentir les énergies négatives et à les dissoudre dans l’idée de sauver la planète : je croyais aux reptiliens, aux illuminati. (...) Mais au bout d’un moment, à force de lutter en permanence contre le mal, je me sentais assaillie par les forces négatives, je suis tombée dans une logique délirante dans laquelle j’incarnais le bien en lutte contre les forces du mal et je me suis finalement dit que je n’avais pas envie de cette vie-là. »
Elle finit par tomber sur une vidéo d'une ex-gourou qui appelle au scepticisme vis-à-vis de cette spiritualité et qui l'amène à en sortir : « elle y remettait en cause l’existence des chakras, de l’énergie vibratoire, de l’Amour universel (...) C’est cette vidéo qui a été le véritable déclic. Cette fille avait passé, comme moi, des années à baigner dans ces croyances, elle y avait cru sincèrement et, tout à coup, elle nous appelait à la vigilance. Je me suis mise en contact avec elle et par les conversations que nous avons eues j’ai pu questionner de manière profonde les modes de pensée qui m’avaient façonnée pendant quinze ans. » Élisabeth Feytit adopte depuis une position d'apostate.

## Engagements et «Méta de Choc»
Elle s'engage dans la vulgarisation du New Age et dans l'explication des dangers, notamment pseudo-scientifiques de cette croyance. Dans ses interventions publiques elle s'oppose à certaines influences de ce dogme dans la société, comme la fausseté du caractère scientifique de l'astrologie dans une perspective de résistance à la manipulation New Age.  
Elle a fondé une émission de podcasts appelée « Méta de Choc »,, fondé sur la métacognition, où elle aborde en particulier les thématiques liées à la néo-spiritualité. La devise de l'émission est « Vous n'imaginez pas ce que vous pensez ».
Élisabeth Feytit se détache du milieu zététique même si elle y participe en préférant la notion de métacognition: « dans le monde de la pensée critique, on essaie surtout de comprendre pourquoi les gens croient à telle ou telle chose. Les autres personnes, pas soi-même. La plupart des gens n’imaginent pas avoir des croyances, ou si c’est le cas, ils pensent qu’elles sont valables. (...) je pense qu’il est important que les penseurs critiques, les sceptiques comprennent qu’ils peuvent appliquer cette technique de la pensée critique à eux-mêmes, à leur propre manière de penser. ».